# Survival, Evasion, Resistance and Escape
Survival, Evasion, Resistance and Escape (SERE) est un programme des forces armées des États-Unis qui fournit au personnel militaire, aux civils et à certaines compagnies privées un entraînement à l’évasion, aux techniques de survie et au code de conduite militaire américain. Fondé pour l’US Air Force aux États-Unis à la fin de la guerre de Corée (1950-1953), il fut étendu pendant la guerre du Viêt Nam (1959-1975) à l'US Navy et à l’armée de terre. 

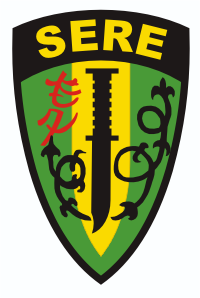
L’écusson de SERE

Le programme a été controversé à la suite d'agressions pendant les stages d'entrainement et l'utilisation de certaines techniques dans le camp de Guantanamo.[réf. souhaitée]

## Programme
Le programme est fondé sur trois thèmes principaux : évasion et survie, résistance et fuite, et survie en milieu aquatique.
Certaines parties du programme sont classées top secret.[réf. souhaitée]
La partie la plus importante du programme se concentre sur les techniques d’évasion et de survie sous n’importe quel climat. Les méthodes de résistance et de fuite sont issues des expériences de combat et de captivité des soldats américains ou alliés. Cette partie du programme est secrète.
Bien que des controverses au sujet de l'utilisation du waterboarding aient vu le jour dans les médias, les sources officielles indiquent que SERE n’enseigne pas de méthodes de torture. L'entraînement à la survie en milieu aquatique est la troisième partie de ce programme. Un code de conduite est également enseigné.

## Centres de formation
Les centres de formation sont, entre autres, localisés à Fairchild Air Force Base, dans l’État de Washington ; à Camp Mackall, en Caroline du Nord ; au Fort Rucker SERE, en Alabama ; au camp d’entraînement de Bridgeport, en Californie ; et au Camp Gonsalves de la préfecture d'Okinawa, au Japon.

## Controverses

### Agressions sexuelles
Les expériences des prisonniers de guerre pendant l’opération Tempête du désert ont conduit le programme à ajouter une section à SERE : La résistance à l’agression sexuelle. Certains scénarios de cette partie du programme seraient allés trop loin, selon certaines recrues. En 1995, la chaîne ABC affirme dans une de ses émissions que 24 hommes et femmes auraient été agressés sexuellement pendant l'entraînement. Une des recrues porte plainte contre le gouvernement, ce qui débouche sur un accord de dédommagement de trois millions de dollars en faveur du plaignant. Le scandale contraint le programme de SERE à réduire son programme à la portion « survie et évasion » qui fut alors appelé CST (combat survival training). Le programme se termine en 2004. SERE existe cependant toujours à ce jour[Quand ?][réf. souhaitée].

### Interrogatoires
En juillet 2005, un article du New Yorker déclare que certains psychologues travaillant avec SERE ont également été des conseillers au camp de Guantanamo et d’autres lieux de détentions où diverses techniques d'interrogatoire et de torture sont alors pratiquées. Le rôle des psychologues James Mitchell et Bruce Jessen, en particulier, est souligné par un rapport du Sénat de 2009,. Ces derniers ont une longue expérience du SERE, et ont prôné l'adaptation des techniques enseignées dans le cadre de ce programme à l'interrogation des détenus de Guantanamo. Selon le rapport du Sénat, Mitchell a participé en particulier aux interrogatoires d'Abou Zoubaydah, soumis 83 fois aux techniques de waterboarding, et qui avait été pris à tort pour un haut responsable d'Al-Qaïda. Le nouveau directeur de la CIA, Leon Panetta, a brisé les contrats avec Mitchell, Jensen et associés en avril 2009.
Selon l'ONG Human Rights First, l’interrogatoire qui provoqua la mort du général irakien Abed Hamed Mowhoush (en) impliquait des techniques de SERE. Selon cette même organisation, « des communiqués de presse du FBI indiquent que les méthodes du programme de SERE sont à la base des méthodes d'interrogatoire les plus dures utilisées sur des détenus sous l’autorité du Pentagone en 2002 et 2003. »
Dans un témoignage écrit pour les auditions du Comité du Sénat chargé des enquêtes sur ce sujet (le Senate Armed Forces Committee), le colonel Steven Kleinman déclara qu’une équipe de formateurs qu’il dirigeait en Irak avait reçu l’ordre d’enseigner les techniques de SERE sur les prisonniers qui ne coopéraient pas. Il refusa mais sa décision fut rejetée[pas clair].
L'ex-secrétaire d’État Condoleezza Rice a reconnu que l’utilisation du programme SERE lors d’interrogatoires en Irak avait été discutée avec la Maison-Blanche en 2002 et 2003.